# Пйотр Кульпа
Пьотр Кульпа (нар. 8 липня 1965, Александрув-Куявський) — польський державний діяч, у 2004—2005 роках заступник держсекретаря в Міністерстві економіки та праці.

## Біографія
Випускник права на факультеті права та адміністрації Університету Миколи Коперника в Торуні та Національної школи державного управління (1995 — третє підвищення). У 2004—2005 роках був президентом Асоціації випускників Національної школи державного управління. Очолював департамент соціального партнерства в Міністерстві економіки та праці. Від 15 липня 2004 року до 17 травня 2005 року обіймав посаду заступника державного секретаря в Міністерстві економіки та праці. Пізніше отримав посаду генерального радника та директора Департаменту медичного страхування у Міністерстві охорони здоров'я та став головою групи з розробки моделі приватного медичного страхування. У першому та другому десятиліттях 21 століття обіймав посаду генерального директора Головної санітарної інспекції. Він був призначений представником Міністерства фінансів до наглядової ради Warszawskie Zakłady Sprzętu Ortopedycznego S.A. Згодом став керівником проєкту ЄС «Підтримка адміністрації України».